# Hippotion robur
Hippotion robur är en fjärilsart som beskrevs av Jordan 1938. Hippotion robur ingår i släktet Hippotion och familjen svärmare. Inga underarter finns listade i Catalogue of Life.